# ソフィアヘメット大学
ソフィアヘメット大学 （ソフィアヘメットだいがく、瑞：Sophiahemmet Högskola ）は、スウェーデンの首都ストックホルムにある私立大学。1884年に設置された。

## 概要
ソフィアヘメット大学は、ストックホルム中心部のノーラ・ユールゴーデンにある高等教育機関である。大学の関連機関としては、ソフィアヘメット病院がある。1884年、スウェーデン王妃ソフィア・アヴ・ナッサウにより設立された。
大学では、看護学の学位に加え、学士、修士及びディプロマ取得プログラムだけではなく、専門看護プログラムのような上級レベルの教育プログラムも提供している。教授言語は、スウェーデン語のみである。大学は、3年間の看護プログラムに、毎年、約450人の新入生を受け入れており、学生の総数はおよそ1,500人となっている。